# Brian Irwin
Brian Irwin (ur. 3 czerwca 1977) – brytyjski strongman pochodzący z Irlandii Północnej.
Wziął udział w Mistrzostwach Świata Strongman 2005, jednak nie zakwalifikował się do finału.

## Osiągnięcia strongman
- 2004
  - 1. miejsce – Mistrzostwa Irlandii Północnej Strongman[3]
  - 2. miejsce – Mistrzostwa Zjednoczonego Królestwa Strongman
- 2005
  - 5. miejsce – Puchar Świata Siłaczy 2005: Wexford
  - 2. miejsce – Puchar Świata Siłaczy 2005: Yorkshire
  - 8. miejsce – Super Seria 2005: Venice Beach
  - 10. miejsce – Puchar Świata Siłaczy 2005: Denver
- 2006
  - 9. miejsce – Super Seria 2006: Milicz